# Тансилло, Луиджи
Луиджи Тансилло (итал. Luigi Tansillo; 1510, Веноза, Неаполитанское королевство — 1 декабря 1568, Теано, Неаполитанское королевство) — итальянский поэт и драматург позднего Возрождения.

## Биография
Родился в семье мелкого дворянина. Примерно в 1532 году переехал в Неаполь, где подружился с известными испанскими поэтами Гарсиласо де ла Вега и Хуаном Босканом. В 1535 году поступил на службу к испанскому вице-королю Неаполя Педро Альваресу де Толедо. До 1553 года сопровождал дона Педро и его сына дона Гарсиа в многочисленных военных и политических миссиях в Средиземноморье. В 1561 году был назначен губернатором Гаэты и занимал эту должность до своей смерти.
Автор поэм и нескольких драматических произведений.
В его поэме «Il Vendemmiatore» (1534) так много легкомысленных подробностей, что она была запрещена; но автор постарался примириться с папской цензурой религиозной поэмой в стиле Тассо: «Le lagrime di S. Pietro» (1585), в тринадцати песнях и 911 октавах. В манере Ариосто им написаны две небольшие поэмы «Il podere» (1568 — дидактическая пастораль) и «La balia» (1567 — наставление матерям, как вскармливать детей своим молоком).
Стихи Тансилло использовали итальянские композиторы-мадригалисты, в том числе Жаке Берхемский.